# Liste der Orte im Besitz des Magdalenerinnenklosters Naumburg am Queis
Die Liste umfasst Orte und Teile von Ortschaften, die im Besitz des Magdalenerinnenklosters Naumburg am Queis waren. Das Kloster wurde 1247 in Schlesien gegründet. Im Gegensatz zu den Gemeinden der Umgebung blieben diese Ortschaften meist auch nach der Reformation katholisch. Ab etwa 1560 waren die in der Oberlausitz westlich des Queis liegenden Orte einem Administrator des Bistums Meißen mit Sitz in Bautzen am Dom St. Petri unterstellt. Der erste Administrator der Ober- und Niederlausitz war Johann Leisentrit. Das in der Oberlausitz liegende Ullersdorf am Queis kam im Prager Frieden 1635 zum Kurfürstentum Sachsen. Mit der Säkularisation des unterdessen preußisch gewordenen Klosters in Naumburg 1810 ging auch dessen Besitz verloren. Alle Orte liegen heute in der polnischen Woiwodschaft Niederschlesien.
- Karte mit allen Koordinaten:
- OSM |
- WikiMap

| Ort                 | Klosterbesitz ab Jahr | Bemerkung                         | Karte         | Territorium um 1790 | Einwohner 1830 (% katholisch) | Heutiger Ortsname | Heutige Landgemeinde |
| ------------------- | --------------------- | --------------------------------- | ------------- | ------------------- | ----------------------------- | ----------------- | -------------------- |
| Birkenbrück         | ?                     | –                                 | 51.242 15.469 | Preußen             | 0519 (100 %)                  | Brzeznik          | Bolesławiec          |
| Herrmannsdorf       | ?                     | –                                 | 51.262 15.424 | Preußen             | 0248 (100 %)                  | Kierżno           | Nowogrodziec         |
| Herzogswaldau       | ?                     | –                                 | 51.184 15.414 | Preußen             | 0695 (97,6 %)                 | Milików           | Nowogrodziec         |
| Naumburg am Queis   | 1247                  | ab 1495 komplett im Klosterbesitz | 51.199 15.399 | Preußen             | 1424 (88,4 %)                 | Nowogrodziec      | Nowogrodziec         |
| Ober Thiemendorf    | ?                     | –                                 | 51.103 15.367 | Preußen             | 0679 (29,7 %)                 | Radostów Górny    | Lubań                |
| Paritz              | ?                     | –                                 | 51.232 15.404 | Preußen             | 0697 (93,2 %)                 | Parzyce           | Nowogrodziec         |
| Ullersdorf am Queis | 1410                  | –                                 | 51.196 15.385 | Kursachsen          | 0577 (97,4 %)                 | Ołdrzychów        | Nowogrodziec         |